# Eriococcus madeirensis
Eriococcus madeirensis är en insektsart som beskrevs av Alfred Serge Balachowsky 1939. Eriococcus madeirensis ingår i släktet Eriococcus och familjen filtsköldlöss. Inga underarter finns listade i Catalogue of Life.